# Yamádagni

Yamádagni hablando con su hijo Parashúrama

En el marco de la mitología hinduista, Yamádagni era un rishí (‘sabio’),
hijo de Richika Bhārgava (descendiente de Bhrigú) y padre del dios Parashúrama.
- जमदग्नि, en escritura devánagari.
- jamadagni, en el sistema IAST de transliteración sánscrita.
- Pronunciación: yamádagni.
- Etimología: ‘que consume fuego continuamente, que come fuego, que va hacia el fuego’, siendo jamád o jámati: ‘ir’ ‘comer’. Intensificador: jājamat: ‘que consume continuamente’.[2] ‘Consumido por los celos’.

Frecuentemente se lo nombra junto a Vishuá Mitra como adversario de Vásishtha.
Nació en Ghazipur.

## Leyenda con su hijo Parashúrama
El sabio YamádAgni y su piadosa esposa Renuka vivían en una choza cerca del río Ganges (según el Bhágavata-puraná 9.16.2) o en la colina Yelama Gudda, a orillas del río Malaprabha (según la creencia popular actual). Ellos tuvieron varios hijos, que vivían con ellos en las mismas condiciones.
Renuka se vestía con follaje (lo cual podría sugerir la extrema antigüedad del mito). Era la diosa a cargo de la dirección de los elementos climáticos, pero solo mientras su corazón permaneciera puro.
En esa época hacía tanto frío que el agua se extraía de los ríos y lagunas en forma sólida (Quizá este sea uno de los pocos mitos que sobreviven de la Era de hielo, que terminó hace unos 10 000 años; los mitos se generaron después desde el diluvio universal, que probablemente está relacionado con los Grandes Deshielos posteriores a la glaciación).
Un día, Renuka tardó más tiempo del usual. El santo Yamád Agni, al notar la ausencia de su esposa, comenzó a imaginarse que ella tardaba mucho tiempo porque no podía extraer el agua como bloques de hielo, sino que el agua se le derretía en contacto con las manos, debido a su excitación sexual. Como en ese remoto paraje no había seres humanos, sólo podría haberse excitado al ver a Chitra Ratha, el rey de los gandharvas (ángeles lujuriosos voladores) copulando en el agua con sus apsaras (huríes).
El santo varón les explicó a sus hijos el pecado de su madre, y les ordenó —a uno por uno en orden de edad—, que fueran a buscarla y la mataran: «Ghnata-enam putrakáh: papam» (‘¡mátenla a ella, hijos: pecado!’). Uno por uno, todos se negaron. Pero cuando le pidió al menor, Rāma, éste aceptó. Entonces Yamádagni le ordenó que también les cortara la cabeza a sus desobedientes hermanos. Rāma tomó su hacha, corrió tras ellos y los decapitó a todos. Luego salió en busca de su madre en el río y también la decapitó. Fue conocido entonces como Paraśu Rāma, ‘el Rāma del hacha’ (Es distinto del rey-dios Rāma Chandra, que nacería siglos después).

## Muerte de Yamádagni
El rey chatría (‘guerrero’) Kartaviria Áryuna le robó a YamádAgni la vaca Surabhi (Kāma Dhenu: ‘vaca [que cumple los] deseos’). Parashúrama entonces decapitó al rey. En venganza, los 10 000 hijos del rey mataron a Yamád Agni.
Parashúrama decapitó entonces a todos los hijos del rey, y siguió matando a sus abuelos chatrías, sus hijos, nietos, y así sucesivamente siguió matando a «todos los chatrías del mundo», generación tras generación (durante 24 generaciones).
Según los pobladores de la ciudad de Kolar, el kolāhala (‘estruendo’) provocado en las colinas por esta matanza que duró tantos años dio su nombre a esta aldea, que más tarde se llamaría Kuvalala, Kolala, y finalmente Kolara.

## Resurrección y conversión en estrella
Yamád Agni fue vuelto a la vida por el dios Shivá, y fue convertido en uno de los sapta-rishí (‘siete sabios’) y era su devoto adorador.